# Antonio González (zapaśnik)
Antonio González (ur. 4 lutego 1977) – panamski zapaśnik. Zajął 29. miejsce na mistrzostwach świata w 2003. Czwarte miejsce na igrzyskach panamerykańskich w 2003. Brązowy medalista mistrzostw panamerykańskich w 2006 i 2007. Srebrny medalista igrzysk Ameryki Południowej w 1994 i 2002. Zdobył trzy medale na igrzyskach Ameryki Środkowej, złoty w 2006 roku.